# Carleton-sur-Mer
Carleton-sur-Mer ist eine Stadt im Südosten der kanadischen Provinz Québec.
Sie liegt an der Chaleur-Bucht im Südwesten der Halbinsel Gaspésie, 600 km nordöstlich der Provinzhauptstadt Québec.
Die Stadt ist der Verwaltungssitz der MRC Avignon. Die Einwohnerzahl lag beim Zensus 2021 bei 4081. Die Gemeindefläche umfasst 221,42 km².

## Wirtschaft
Historisch basierte die Wirtschaft in Carleton hauptsächlich auf Landwirtschaft, Fischfang und Forstwirtschaft. Der Tiefwasserkai des Ortes machte ihn auch zu einem wichtigen internationalen Umschlagplatz für Holz aus den Wäldern der Gaspésie. Durch die Lage an der Chaleur-Bucht mit verhältnismäßig warmer Wassertemperatur und zahlreichen Stränden spielt auch der Tourismus seit langem eine wichtige Rolle. Im Jahr 2008 ging in der Stadt ein 109,5 MW Windpark an das Hydro-Québec Netz.

## Sehenswürdigkeiten
Hauptattraktion des Ortes ist das Oratoire Notre-Dame-Du-Mont-St-Joseph, ein 1935 erbauter katholischer Wallfahrtsort auf dem Berg Mont-St-Joseph von dem man über die Stadt und das Meer blickt. Ebenfalls beliebt ist der auf einer Landzunge gelegene Leuchtturm der Stadt „Phare de Carleton“, welcher von Sandstränden umgeben ist. Entlang der Route 132, die sich durch den Ort zieht, finden sich zahlreiche Hotels, Restaurants und eine Brauerei.

## Demographie
| 1991   | 1996   | 2001 | 2006 | 2011 | 2016 | 2021 |
| ------ | ------ | ---- | ---- | ---- | ---- | ---- |
| 4116 a | 4267 a | 4010 | 4077 | 3991 | 4073 | 4081 |